# NGC 1015
NGC 1015 is een balkspiraalstelsel in het sterrenbeeld Walvis. Het hemelobject werd op 27 december 1875 ontdekt door de Duitse astronoom Ernst Wilhelm Leberecht Tempel.

## Synoniemen
- PGC 9988
- UGC 2124
- MCG 0-7-66
- ZWG 388.75